# Diplurodes exprimata
Diplurodes exprimata är en fjärilsart som beskrevs av Walker 1861. Diplurodes exprimata ingår i släktet Diplurodes och familjen mätare. Inga underarter finns listade i Catalogue of Life.